# Friedrich von Sonnenburg
Friedrich von Sonnenburg (fl. XIII secolo) è stato un poeta tirolese, attivo nella seconda metà del XIII secolo.
Compose poesie gnomiche in ambito religioso e politico. Vengono accettati come periodo della sua produzione letteraria gli anni tra il 1247 e il 1275. Come poeta gnomico dedicò alcune sue poesie alla pericolosa vita del viaggiatore-mendicante, quale lui era. Viene annoverato tra i dodici vecchi maestri.

## Vita
Della sua vita si sa poco e mancano del tutto testimonianze documentali. Con grande probabilità la sua patria era Sonnenburg in Val Pusteria nei pressi di San Lorenzo. Si tratta di un'abbazia benedettina fondata nel 1020 dal Conte Volkhold di Lurn. Si presume che Friedrich discendesse da una famiglia locale di ministeriali. Come si deduce dai suoi componimenti, era poeta di professione e in quanto tale viaggiava di corte in corte, anche se l'unica permanenza ricavabile è alla corte ducale della Baviera. Inoltre una strofa all'interno delle sue composizioni si riferisce a una sua partecipazione alla crociata di Ottocaro II di Boemia contro gli Ungheresi (1271). In quali altri posti lo abbiano portato le sue peregrinazioni, non si lascia intuire dalle poesie, come d'altronde nulla di più concreto sulla persona del poeta. La sua morte è collocata presumibilmente tra il 1275 e il 1287.

## Opera

### Tradizione manoscritta
Sono conservate 73 strofe attribuite a Friedrich von Sonnenburg: la maggior parte è conservata nel Codex Manesse (26 strofe), nella Kleine Heidelberger Liederhandschrift (10 strofe) e soprattutto nel manoscritto di Jena (62 strofe). Inoltre cinque delle sue strofe sono state tramandate nel Codex Sangallensis 857, un manoscritto sudtirolese che a parte queste contiene solo opere di carattere epico (tra le altre, Parzival e Nibelungenlied). Gli sono attribuite quattro poesie gnomiche che sono riprese da altri notevoli poeti come Corrado di Würzburg.

### Contenuti
Nel suo repertorio si trova tutto quanto potesse offrire un poeta medievale: spunti didattici-morali, politici e d'intrattenimento, religiosi, lode e rimprovero. In gran parte delle sue composizioni si confronta con la condizione sociale del viaggiatore-mendicante. Sottolinea a tal proposito l'importanza del cantore errante per la nobiltà e mette l'arte al servizio di Dio. Con spiccata consapevolezza loda il proprio lavoro e la sua rilevanza nella società medievale. Precisamente si rivolge contro i tentativi di discredito ad opera della Chiesa contro i viaggiatori-mendicanti e diventa così il portavoce di una classe senza diritti. Quattro delle sue strofe hanno come contenuto la vita del viaggiatore. Questa difesa della propria condizione sociale, senz'altri esempi in questo genere di poesia, gli conferì un particolare calibro tra i suoi colleghi poeti e gli guadagnò rispetto, tanto che anche nelle poesie di compositori più tardi, come Lupold Hornburg von Würzburg, si trovano apprezzamenti nei suoi confronti.

### Esempio di testo
Segue una delle strofe di giustificazione alla condizione di viaggiatore-mendicante:
Swer giht, die guot den gernden geben

die möhtenz also maere

dem tiuvel stozen in den munt,

der liuget nides vaz.

Diu wise gernder ist mir kunt:

si hazzent offenbaere

untriuwe, unvuore, unrehtez leben –

mit gote erziuge ich daz:

Si gernt durch got des man in git

und wünschent ane lougen

Den gebenden heiles ze aller zit,

si habent got vor ougen,

Si enpfahent gotes lichnamen

und hant ze Kriste pfliht;

Ouch kunnen si sich sünden schamen

und bitten für die kristenheit – desn tuot kein tiuvel niht! 
Chi afferma che coloro che danno qualcosa ai bisognosi quasi imboccano il diavolo, mente, quel caprone d'invidia! Conosco la vita dei bisognosi: loro odiano l'infedeltà, la malvagità, la vita senza fissa dimora. Perciò chiamo a testimone Dio! Hanno bisogno [nel nome di Dio] di ciò che si dà loro, e augurano senz'altro a chi lo dà fortuna e bendeizione. Hanno Dio davanti agli occhi, ricevono il corpo di Dio e inseguono la comunità in Cristo. Possono vergognarsi per le proprie colpe e pregare per la cristianità - nessun diavolo lo fa!